# Gomile u Viri
Prapovijesne gomile nalaze se u uvali Viri, na području Grada Hvara.

## Opis
Vrijeme nastanka je 4. stoljeće. Na sjevernoj strani otoka Hvara u zaštićenoj uvali Vira, nalazi se skupina od dvadeset gomila – tumula, većih i manjih dimenzija. Za neke istražene gomile se pokazalo da su bez ukopa (kenotafi) jer su unutar njih nađeni prazni grobovi četvrtastog oblika, dok su u nekima grobovi bili od kamenih ploča – sanduka, pokrivenih velikom kamenom pločom. Pronađeni su i ukopani i spaljeni pokojnici uz koje su prilozi posuda i brončanih predmeta koji se datiraju u brončano doba. Luka u uvali Vira je svojim izvanrednim položajem skraćivala plovni put za sjeverna naselja otoka Hvara, Brača i kopno. Značaj te luke u kasnoj antici dokazuje i skupni nalaz novca iz 4. stoljeća.

## Zaštita
Pod oznakom Z-7527 zavedene su pod vrstom "arheologija", pravna statusa zaštićena kulturnog dobra, klasificirano kao "kopnena arheološka zona/nalazište".